# Condado de Shiawassee
El condado de Shiawassee (en inglés: Shiawassee County), fundado en 1822 que recibe su nombre del río Shiawassee, es un condado del estado estadounidense de Míchigan. En el año 2000 tenía una población de 71.687 habitantes con una densidad de población de 51 personas por km². La sede del condado es Corunna.

## Geografía
Según la oficina del censo el condado tiene una superficie total de 1401 km² (540,9 mi²), de los que 1396 km² (539 mi²) son tierra y 5 km² (1,9 mi²) (0,37%) son agua.

## Condados adyacentes
- Condado de Saginaw - norte
- Condado de Genesee - este
- Condado de Clinton - oeste
- Condado de Livingston - sureste
- Condado de Ingham - suroeste
- Condado de Gratiot - noroeste

### Principales carreteras y autopistas
- Interestatal 69
- Carretera estatal 13
- Carretera estatal 21
- Carretera estatal 52
- Carretera estatal 71

## Demografía
Según el censo del 2000 la renta per cápita media de los habitantes del condado era de 42.553 dólares y el ingreso medio de una familia era de 49.329 dólares. En el año 2000 los hombres tenían unos ingresos anuales 39.190 dólares frente a los 25.063 dólares que percibían las mujeres. El ingreso por habitante era de 19.229 dólares y alrededor de un 7,80% de la población estaba bajo el umbral de pobreza nacional.

## Lugares

### Ciudades
- Corunna
- Durand
- Laingsburg
- Owosso
- Perry

### Villas
- Bancroft
- Byron
- Lennon (parcial)
- Morrice
- New Lothrop
- Vernon

### Lugares designados por el censo
- Henderson
- Middletown

### Comunidades no incorporadas
| - Antrim Center - Bennington - Burton - Carland - Easton - Five Points | - Five Points North - Forest Green Estates - Hoovers Corners - Juddville - Kerby | - Newburg - New Haven - Nicholson - Olney Corners - Pittsburg | - Shaftsburg - Shiawasseetown - Smith Crossing - Union Plains - Wolf Crossing |